# Лікогала надеревна
Лікогала надеревна (Lycogala epidendrum), також вовче молоко, вовче вим'я — вид слизовиків з родини тубіферові. Поширений всесвітньо.

## Опис

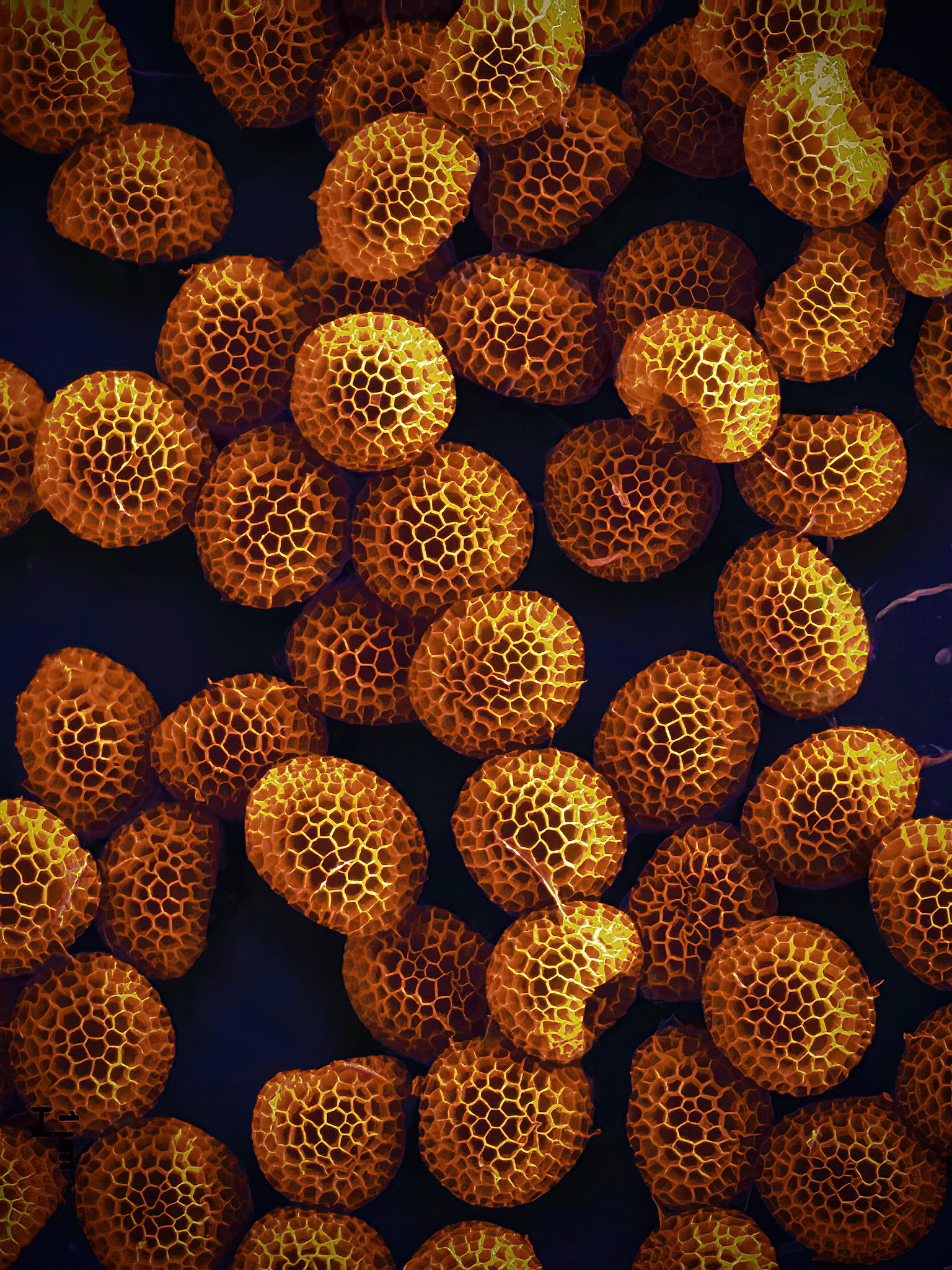
Спори Лікогали з виразно помітною сітчастою поверхнею

Плазмодій від яскраво-рожевого до коралово-червоного, прихований у темному місці, маловідомий неспеціалістам. Плодові тіла (еталії) кулеподібної форми, гладенькі або з бородавками, розміром 0,5-1,5 см, зібрані по декілька (іноді по декілька десятків), спочатку вкриті спільною оболонкою (перидієм). Молоді еталії рожеві, червонуваті, згодом темніють, стають брунатними, жовтуватими або сіруватими.
Коли плодові тіла дозрівають, вони лускають, у верхній частині утворюється щілина, з якої вивільняються спори. Спорова маса рожевувата, окремі спори рожеві чи сіруваті, кулясті, вкриті сіткою або щетинками, діаметром 4-7 мкм.

## Спосіб життя і поширення
Оселяється на гнилій деревині, колодах, пеньках. Зустрічається у різних кліматичних зонах, від помірної та субальпійської до тропіків. Сапротроф, розкладає деревину, старі трутовики тощо.
В Україні плодові тіла можна виявити з травня до листопада.

## Значення для людини
Є джерелом глікозидів лікогалінозиду A і B, які пригнічують ріст грам-позитивних бактерій.
Українська народна, латинська, російська, англійська назви означають одне й те саме: вовче молоко, очевидно, пов'язане з тим, що при надавлюванні на молоде плодове тіло виділяється густа рідина.

### У мас-культурі
У кінці 1990-х років у пресі та в інтернеті почала поширюватися псевдонаукова інформація щодо хвороботворності цього слизовика та його причетності до випадків раку. Тим не менш, жодних наукових доказів такого зв'язку не встановлено.